# Helmut Diederich
Helmut Diederich (* 15. Juli 1928 in Mainz; † 12. September 2024) war ein deutscher Wirtschaftswissenschaftler und Hochschullehrer.

## Leben
Nach der Promotion 1953 in Mainz zum Dr. rer. pol. lehrte er als Professor für Betriebswirtschaftslehre von 1963 bis 1970 an der Universität Hamburg und von 1970 bis 1997 an der Universität Mainz.
Er war seit 1949 Mitglied der katholischen Studentenverbindung VKDSt Hasso-Rhenania Mainz im CV. Als Schüler von Erich Welter, dem Gründungsherausgeber der Frankfurter Allgemeinen Zeitung, wurde Diederich 1974 ins Kuratorium der FAZIT-Stiftung, des Mehrheitseigentümers der F.A.Z. GmbH, berufen, dem er bis 2006 angehörte. Von 1998 bis 2006 war er zudem Mitglied des Aufsichtsrats der F.A.Z. GmbH, dem er zwischen 2003 und 2005 vorstand. Diederich starb im September 2024.

## Schriften (Auswahl)
- Die Selbstfinanzierung aus Abschreibungen. Mainz 1953, OCLC 1071025406.
- Der Kostenpreis bei öffentlichen Aufträgen. Eine wirtschaftswissenschaftliche Analyse. Heidelberg 1961, OCLC 264388149.
- als Herausgeber Walter Hamm, Hartwig Bartling und Werner Zohlnhöfer: Die Deutsche Bundespost im Spannungsfeld der Wirtschaftspolitik. Heidelberg 1987, ISBN 3-7685-4386-2.
- Allgemeine Betriebswirtschaftslehre. Stuttgart 1992, ISBN 3-17-011791-2.